# Oncaea compacta
Oncaea compacta är en kräftdjursart som beskrevs av Heron 1977. Oncaea compacta ingår i släktet Oncaea och familjen Oncaeidae. Inga underarter finns listade i Catalogue of Life.